# Eucereon crambidinum
Eucereon crambidinum là một loài bướm đêm thuộc phân họ Arctiinae, họ Erebidae.